# Závod (Slovacchia)
Závod (in ungherese Pozsonyzávod) è un comune della Slovacchia facente parte del distretto di Malacky, nella regione di Bratislava.